# Combinada nòrdica als Jocs Olímpics d'hivern de 1988
Als Jocs Olímpics d'Hivern de 1988 celebrats a la ciutat de Calgary (Canadà) es disputaren dues proves de combinada nòrdica en categoria masculina, sent la primera vegada que s'introduí la prova de relleus per equips de 3x10 quilòmetres.
La prova individual es realitzà entre els dies 27 (prova de salt amb esquís) i 28 de febrer (prova de 15 quilòmetres d'esquí de fons), i la prova per equips entre els dies 23 i 24 de febrer de 1988 a les instal·lacions esportives del Canada Olympic Park (salts) i Canmore Nordic Centre Provincial Park. Hi participaren un total de 44 esquiadors de 13 comitès nacionals diferents.

## Resum de medalles
| Prova                    | Or                                                  | Argent                                                   | Bronze                                                         |
| Individual Detalls       | Hippolyt Kempf                                      | Klaus Sulzenbacher                                       | Allar Levandi                                                  |
| Relleus 3x10 km. Detalls | RFAThomas Müller · Hans-Peter Pohl · Hubert Schwarz | SuïssaFreddy Glanzmann · Hippolyt Kempf · Andreas Schaad | ÀustriaHansjörg Aschenwald · Günther Csar · Klaus Sulzenbacher |

## Medaller
| Posició | País           | Or | Argent | Bronze | Total |
| 1       | Suïssa         | 1  | 1      | 0      | 2     |
| 2       | RFA            | 1  | 0      | 0      | 1     |
| 3       | Àustria        | 0  | 1      | 1      | 2     |
| 2       | Unió Soviètica | 0  | 0      | 1      | 1     |
|         |                |    |        |        |       |
| Total   | Total          | 2  | 2      | 2      | 6     |